# Miss Universo 1976
Miss Universo 1976, venticinquesima edizione di Miss Universo, si è tenuta presso il Lee Theatre di Hong Kong, l'11 luglio 1976. L'evento è stato presentato da Bob Barker e Helen O'Connell. Rina Messinger, Miss Israele, è stata incoronata Miss Universo 1976.

## Risultati

### Piazzamenti
| Risultato finale   | Concorrente |
| ------------------ | --- |
| Miss Universo 1976 | - Israele - Rina Messinger |
| 2ª classificata    | - Venezuela - Judith Castillo |
| 3ª classificata    | - Galles - Sian Adey-Jones |
| 4ª classificata    | - Scozia - Carol Jean Grant |
| 5ª classificata    | - Australia - Julie Anne Ismay |
| Top 12             | - Argentina - Lilian Noemí Deasti - Cile - Verónica Sommers - Colombia - María Elena Reyes Abisambra - Curaçao - Anneke Dijkhuizen - Hong Kong - Rowena Lam - Inghilterra - Pauline Davies - Norvegia - Bente Lihaug |

### Riconoscimenti speciali
| Riconoscimento        | Concorrente                              |
| --------------------- | ---------------------------------------- |
| Best National Costume | - Perù - Rocío Rita Lazcano Mujica       |
| Miss Congeniality     | - Trinidad e Tobago - Margaret McFarlane |
| Miss Photogenic       | - Inghilterra - Pauline Davies           |

## Concorrenti
- Argentina - Lilian Noemi De Asti
- Aruba - Cynthia Marlene Bruin
- Australia - Julie Anne Ismay
- Austria - Heidi-Marie Passian
- Bahamas - Sharon Elaine Smith
- Barbados - Jewell Sharon Nightingale
- Belgio - Yvette Maria Aelbrecht
- Bermuda - Vivienne Anne Hollis
- Bolivia - Carolina Elisa Aramayo Esteves
- Brasile - Katia Celestina Moretto
- Canada - Normande Jacques
- Cile - Maria Veronica Sommer
- Colombia - Maria Helena Reyes Abisambra
- Corea del Sud - Chung Kwang-hyun
- Costa Rica - Silvia Jiminez Pacheco
- Curaçao - Anneke Dijkhuizen
- Danimarca - Brigitte Trolle
- Ecuador - Gilda Plaza
- El Salvador - Mireya Carolina Calderon Tovar
- Filippine - Lizbeth de Padua
- Finlandia - Suvi Lukkarinen
- Francia - Monique Uldaric
- Galles - Sian Helen Adey-Jones
- Germania - Birgit Margot Hamer
- Giappone - Miyako Iwakuni
- Grecia - Melina Michailidou
- Guam - Pilar Martha Laguana
- Guatemala - Blanca Alicia Montenegro
- Honduras - Victoria Alejandra Pineda Fortin
- Hong Kong - Rowena Lam
- India - Naina Sudhir Balsavar
- Indonesia - Julianti Rahayu
- Inghilterra - Pauline Davies
- Irlanda - Elaine Rosemary O'Hara
- Islanda - Gudmunda Hulda Johannesdottir
- Isole Marianne Settentrionali - Candelaria Flores Borja
- Isole Vergini Americane - Lorraine Patricia Baa
- Israele - Rina Messinger
- Italia - Diana Scapolan
- Jugoslavia - Svetlana Radojcic
- Liberia - Laurine Wede Johnson
- Lussemburgo - Monique Wilmes
- Malaysia - Teh-Faridah Ahmed Norizan
- Malta - Mary Grace Ciantar
- Mauritius - Marielle Tse-Sik-Sun
- Messico - Carla Jean Evert Reguera
- Nicaragua - Ivania Navarro Yenic
- Norvegia - Bente Lihaug
- Nuova Zelanda - Janey Kingscote
- Paesi Bassi - Nannetje Johanna Nielen
- Panama - Carolina Maria Chiari
- Papua Nuova Guinea - Eva Regina Arni
- Paraguay - Nidia Fatima Cardenas
- Perù - Rocio Rita Lazcano Mujica
- Porto Rico -  Elizabeth Zayas Ortiz
- Rep. Dominicana - Norma Lora
- Samoa Americane - Taliilani Ellen Letuli
- Scozia - Carol Jean Grant
- Singapore - Linda Tham
- Sint Maarten - Angela Huggins
- Spagna - Olga Fernandez Perez
- Sri Lanka - Genevieve Bernedette Parsons
- Stati Uniti - Barbara Elaine Peterson
- Sudafrica - Cynthia Classen
- Suriname - Peggy Vandeleuv
- Svezia - Caroline Westerberg
- Svizzera - Isabelle Fischbacher
- Thailandia - Katareeya Areekul
- Trinidad e Tobago - Margaret Elizabeth McFarlane
- Turchia - Manolya Onur
- Uruguay - Leila Luisa Vinas Martinez
- Venezuela - Judith Josefina Castillo Uribe